# Thomas Kinsella (Dichter)

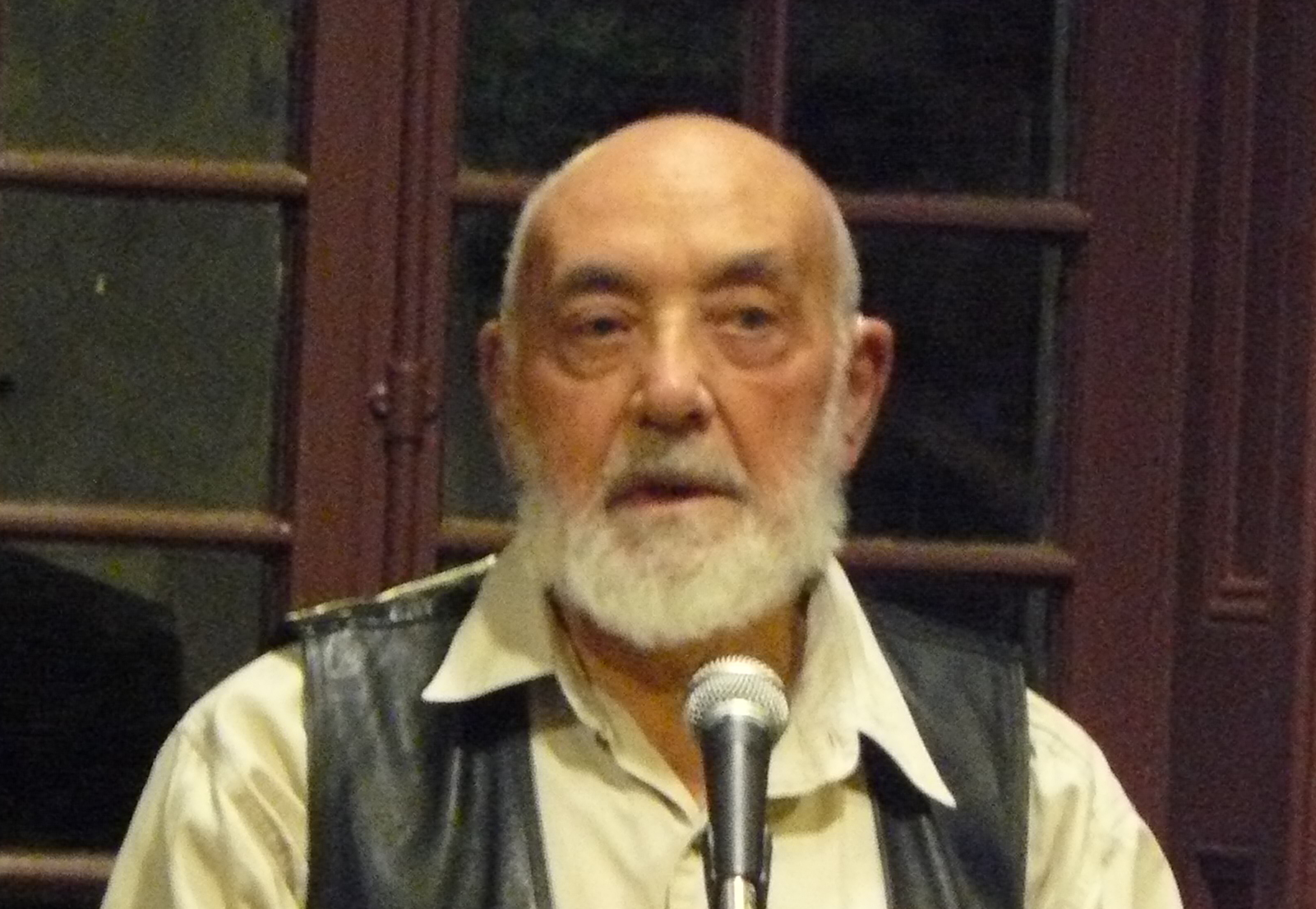
Thomas Kinsella, 2009

Thomas Kinsella (* 4. Mai 1928 in Inchicore; † 22. Dezember 2021 in Dublin) war ein irischer Lyriker, Übersetzer und Verleger.

## Biografie
Thomas Kinsella wurde 1928 in Inchicore, Dublin, geboren. Den größten Teil seiner Kindheit verbrachte er bei Verwandten auf dem Land. Zur Schule ging er in Inchicore; er besuchte zuerst die Model School, dann die O’Connell’s School der Christian Brothers.
1946 begann er an der Universität Dublin ein naturwissenschaftliches Studium, wandte sich jedoch später den Geisteswissenschaften zu.
Seine ersten Schriften erschienen im Universitätsmagazin The National Student und in Poetry Ireland. Bei Liam Millers Dolmen Press erschienen The Starlight Eye (1952) und Poems (1956). Es folgten Another September (1958), Moralities (1960), Downstream (1962), Wormwood (1966) und Nightwalker (1967).
Auf Liam Millers Vorschlag hin wandte sich Thomas Kinsella der Übersetzung früher irischer Schriften zu. Werke aus dieser Zeit sind Longes Mac Unsnig, The Breastplate of St Patrick (1954) und Thirty-Three Triads (1955). Kinsellas wichtigste und bedeutendste Übersetzungen dürften The Táin, eine Version des irischen Epos Táin Bó Cúailnge (1969), und An Duanaire: 1600–1900, Poems of the Dispossessed (1981) sein.
1970 wurde Kinsella Englischprofessor an der Temple University in Philadelphia. 1972 gründete er Peppercanister Press, um seine Werke im eigenen Verlag herauszubringen.
2000 wurde Kinsella Mitglied in der American Academy of Arts and Sciences. Für sein Lebenswerk erhielt er 2018 im Rahmen der Irish Book Awards den Bob Hughes Lifetime Achievement Award. Kinsella starb im Dezember 2021 im Alter von 93 Jahren in einem Krankenhaus in Dublin. Er hinterließ zwei Töchter und einen Sohn; seine Frau war bereits vor ihm gestorben.

## Werke

### Poesie
- Poems (Dublin, The Dolmen Press, 1956);
- Another September (Dolmen, 1958);
- Poems & Translations (New York: Atheneum, 1961);
- Downstream (Dolmen, 1962);
- The Clergyman (Dublin: St Sepulchre's Press, 1965);
- Tear (Cambridge, MA: Pym-Randall Press, 1969);
- Nightwalker and Other Poems (Dolmen, Oxford, New York, Oxford University Press, 1968; New York, Knopf, 1969);
- Ely Place (Dublin: Tara Telephone Publications/ St Sepulchre's Press, 1972);
- Butcher’s Dozen (Dublin, Peppercanister, 1972);
- The Good Fight (Peppercanister 1973);
- Notes from the Dead and Other Poems (Knopf, 1973);
- Fifteen Dead (Dolmen, Peppercanister, 1979);
- One and Other Poems (Dolmen, Oxford University Press, 1979);
- Peppercanister Poems 1972–1978 (Dolmen 1979; Winston-Salem NC, Wake Forest University Press, 1979);
- One Fond Embrace (Deerfield, MA: Deerfield Press, 1981);
- St Catherine’s Clock (Oxford University Press, 1987);
- Blood & Family (New York: Oxford Univ. Press, 1988);
- Poems From City Centre (Oxford University Press, 1990);
- Madonna and Other Poems (Peppercanister, 1991);
- Open Court (Peppercanister, 1991);
- The Pen Shop (Peppercanister, 1997);
- The Familiar (Peppercanister, 1999);
- Godhead (Peppercanister, 1999);
- Citizen of the World (Peppercanister, 2000);
- Littlebody (Peppercanister, 2000);
- Collected Poems 1956–2001 (Oxford University Press, 2001);
- Marginal Economy (Peppercanister, 2006);
- Collected Poems 1956–2001 (Wake Forest University Press, 2006).

### Prosa
- The Dual Tradition: An Essay on Poetry and Politics in Ireland (Carcanet, 1995);
- Readings in Poetry (Peppercanister, 2006).

### Übersetzungen
- An Táin Bó Cuailgne, veröffentlicht als The Táin, illustriert von Louis le Brocquy (Dolmen, 1969)
- An Duanaire – Poems of the Dispossessed, an anthology of Gaelic poems edited by Seán Ó Tuama (Dolmen, 1981)